# Scots Grey
Scots Grey er en gammel truet hønserace, der stammer fra Skotland. Den stammer helt tilbage fra 16. århundrede. Oprindeligt blev den kaldt Scotch Grey. Den fik tilnavnet grey (grå) pga. dens stribede fjerdragt. Den minder meget om den stribede Plymouth Rock og den stribede maran, men dens mønster er mindre tydeligt. Man regner med, at racerne Dorking og Malayer blev brugt til at fremavle racen.
Hanen vejer 4-5 kilo kg og hønen vejer 3,2-4 kg. De lægger hvide til cremefarvede æg. Racen findes også i dværgform. De har hvid hud og røde ørelapper. Hønen er mørkere i farven end hanen.
Racen klarer sig bedst som fritgående, og de holdes både for æg- og kødproduktion. Hønerne ruger generelt ikke.